# اردک ماهی‌خوار بزرگ

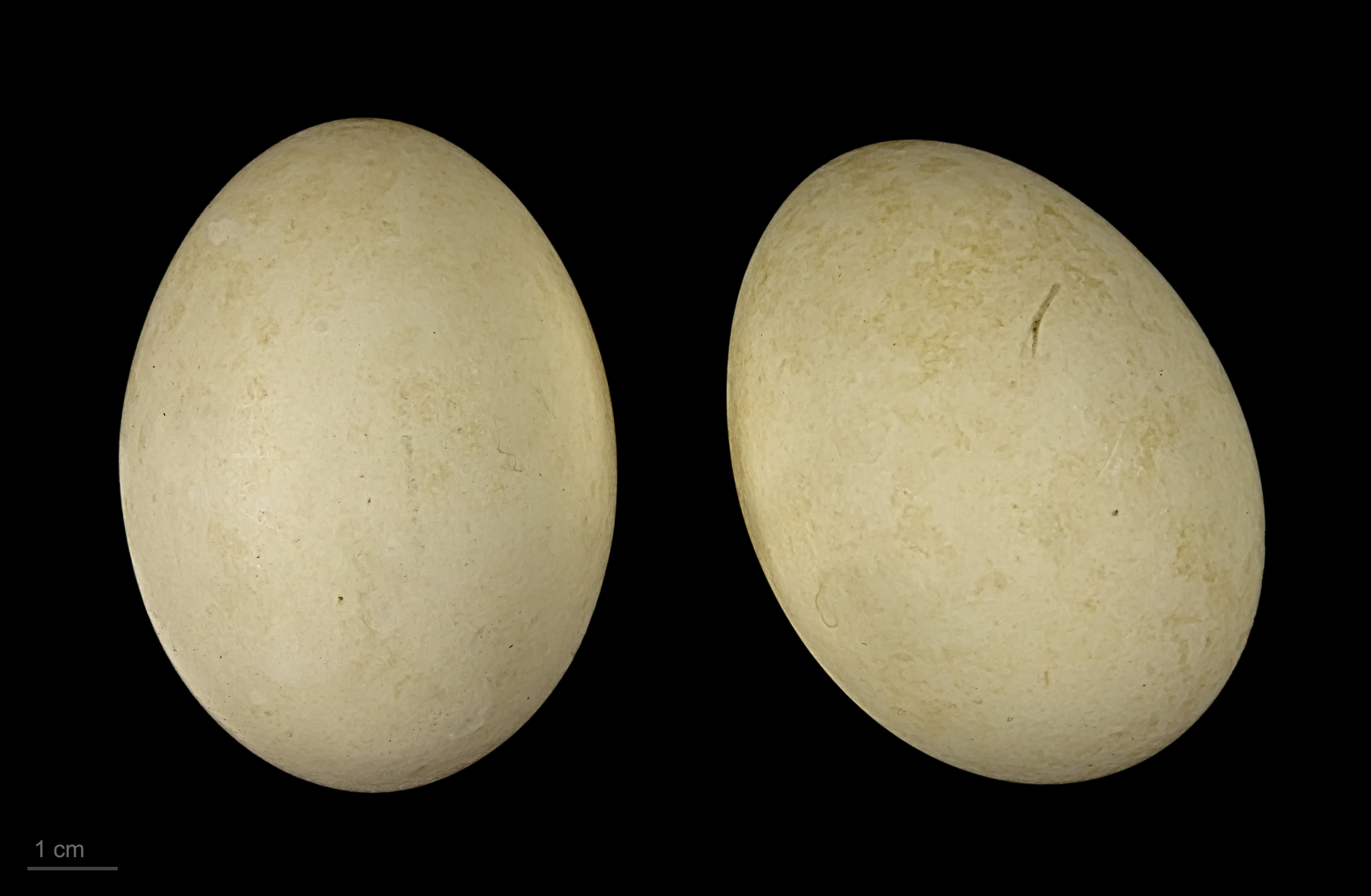
Mergus merganser

اردک ماهی‌خوار بزرگ، اردک ماهی‌خوار معمولی یا مرگوس معمولی (نام علمی: Mergus merganser) پرنده‌های از تیرهٔ مرغابیان است. غذای این اردک از ماهیان کوچک تأمین می‌شود.